# Relaciones Ecuador-Kazajistán
Las relaciones Ecuador-Kazajistán son las relaciones internacionales entre la República del Ecuador y la República de Kazajistán.

## Historia
Las relaciones diplomáticas entre Ecuador y Kazajistán están establecidas desde el 23 de enero de 2012. Kazajistán no tiene misiones diplomáticas en Ecuador, y Ecuador no tiene misiones diplomáticas en Kazajistán.

## Política de visas
Se ha establecido un régimen sin visa por 30 días entre Kazajistán y Ecuador.

## Cooperación
El canciller de Ecuador habló sobre el apoyo de su país a la candidatura de Kazajistán a un asiento no permanente en el Consejo de Seguridad de la ONU para el período 2017-2018.
Ecuador apoyó la postulación de Kazajistán para ser sede de la exposición internacional especializada EXPO-2017 y está interesado en participar en la misma.
Es posible que los dos países tengan otros vínculos que se remontan a milenios. Durante el reciente festival de música étnica The Spirit Of Tengri en Almaty, el grupo indio Yarik Ecuador hizo un ruido especial con composiciones brillantes e impresionantes que fueron muy populares entre los lugareños. Existe una teoría científica que sugiere que los primeros pueblos llegaron a América desde la región de Altái hace unos 10.000-12.000 años, por lo que los ecuatorianos y kazajos locales pueden ser parientes nómadas.

## Comercio
Ecuador es el cuarto socio comercial de Kazajistán en América Latina después de Brasil ($377,1 millones), México ($121,4 millones) y Argentina ($40,1 millones). El volumen total del comercio entre Kazajistán y Ecuador en 2013 ascendió a 3.38,9 millones, un 30 por ciento más que el año pasado.